# بیلی سامرز
بیلی سامرز (انگلیسی: Billy Summers) یک رمان جنایی نوشتهٔ نویسندهٔ آمریکایی، استیون کینگ است که در ۳ اوت ۲۰۲۱ توسط انتشارات اسکریبنر منتشر شد.

## شخصیت‌ها
بیلی سامرز – با نام‌های جعلی دیوید لاکریج و دالتون اسمیت نیز شناخته می‌شود؛ شخصیت اصلی داستان، یک آدم‌کش حرفه‌ای و تک‌تیرانداز سابق نیروی تفنگداران دریایی ایالات متحده.
جوئل آلن – آدم‌کش سابق، شخصیت منفی فرعی و هدف ترور بیلی سامرز.
راجر کلرک – سرمایه‌دار ثروتمند رسانه‌ای، یکی از دو شخصیت منفی اصلی داستان که پیش‌تر آلن را استخدام کرده و برای اجرای عملیات، بیلی را به کار می‌گیرد.
پاتریک کلرک – پسر راجر، که به دستور پدرش، توسط آلن به قتل رسیده است.
نیک ماجارین – واسطهٔ ارتباطی میان راجر و بیلی؛ دومین شخصیت منفی اصلی داستان.
آلیس مکس‌ول – دختری که به‌طور اتفاقی با بیلی آشنا شده و بعدها با او رابطهٔ دوستی برقرار می‌کند.
باکی هانسن – دوست قدیمی بیلی.
فرانک – یکی از افراد نیک، که بعدها توسط بیلی معلول می‌شود.
مارج – مادر فرانک که او نیز برای نیک کار می‌کند.

## پیش‌زمینه
استیون کینگ نخستین بار در مصاحبه‌ای با ان‌پی‌آر در آوریل ۲۰۲۰ از این رمان یاد کرد و توضیح داد که به دلیل دنیاگیری کووید-۱۹، ناچار شده زمان وقوع داستان را از سال ۲۰۲۰ به ۲۰۱۹ تغییر دهد. او در همان ماه، طی گفت‌وگویی پخش زنده با جان گریشام، دوباره به این کتاب اشاره کرد و گفت که بیلی سامرز یک رمان جنایی دربارهٔ یک آدم‌کش اجیرشده است.
انترتینمنت ویکلی در ۲۸ ژانویه ۲۰۲۱ به‌طور رسمی انتشار رمان بیلی سامرز را اعلام کرد و تاریخ انتشار آن را ۳ اوت ۲۰۲۱ اعلام نمود. این خبر همچنین شامل بخشی کوتاه از متن کتاب بود.

## بازخورد
رمان بیلی سامرز در هفتهٔ منتهی به ۷ اوت ۲۰۲۱، در جایگاه نخست فهرست پرفروش‌ترین کتاب‌های داستانی نیویورک تایمز قرار گرفت.
جان داگدیل از ساندی تایمز در نقدی ستایش‌آمیز نوشت: «با انضباط اما ماجراجو، به خوبی در صحنه‌های اکشن و روان‌شناسی عمیق عمل می‌کند؛ کینگ با این رمان نشان می‌دهد که در ۷۳ سالگی، دوباره در اوج نویسندگی‌اش قرار دارد.»" نیل مک‌روبرت از گاردین آن را «بهترین کتاب کینگ در سال‌های اخیر» خواند و از سبک خاص او در «واقع‌گرایی پرقدرت و اغراق‌شده» تمجید کرد. مک‌روبرت نوشت که «تناسب نامعمول میان نیمهٔ نخستِ آفتابی و آهستهٔ کتاب» موفق بوده، «تا حد زیادی به این دلیل که کینگ در پرداخت شخصیت‌ها و جذب خواننده از طریق جزئیات فرعی، مهارت فوق‌العاده‌ای دارد.»